# Paolo Giuseppe Avogadro di Casanova
Paolo Giuseppe Avogadro di Casanova (Vercelli, 1700 – Torino, 1770) è stato un militare italiano.
Fu governatore della Palazzina di caccia di Stupinigi e della sua tenuta dal 1751 al 1769, divenendo successivamente governatore di Chieri.

## Biografia
Originario di Vercelli, Paolo Giuseppe Avogadro di Casanova apparteneva ad un ramo collaterale di una delle più antiche e nobili famiglie piemontesi e come da tradizione della sua famiglia intraprese la carriera militare. Giovanissimo divenne ufficiale nel corpo dei dragoni. Entrato a corte grazie alla propria posizione nell'aristocrazia dello stato, venne nominato "gentiluomo di bocca" e sino al 1751 fu anche maresciallo delle guardie del corpo del re.
Nel 1751, per primo, venne nominato comandante dell'equipaggio di caccia della palazzina di Stupinigi (de facto la posizione corrispondeva a quella di governatore dell'intera tenuta), rimanendo in servizio sino al 1769. In quell'anno ottenne di lasciare il proprio servizio a Stupinigi per ottenere la più prestigiosa e onerosa carica di governatore della città piemontese di Chieri dopo la morte del conte di Genola, ma morì l'anno successivo (1770).
Suo figlio Giuseppe Maria (m. 1813), venne creato cavaliere dall'Impero francese e fu tra i più noti esperti di agraria piemontese della sua epoca.